# Cheumatopsyche madagassa
Cheumatopsyche madagassa är en nattsländeart som först beskrevs av Luisa Eugenia Navas 1923.  Cheumatopsyche madagassa ingår i släktet Cheumatopsyche och familjen ryssjenattsländor. Inga underarter finns listade i Catalogue of Life.